# Palazzo dei Buonaguisi
Il palazzo dei Buonaguisi si trova in via de' Calzaiuoli 4, angolo via de' Cimatori, a Firenze.
Il palazzo, di origine trecentesca, fu uno dei pochi superstiti dell'ampliamento di via de' Calzaiuoli tra il 1841 e il 1844, poiché in questo tratto la strada aveva già una larghezza considerevole. Anticamente dava il nome a questo tratto di strada, poi diventata via dei Caciaiuoli, e al Canto dei Buonaguisi.
Il lato principale è su via Calzaiuoli e presenta grandi arcate a tutto sesto, residuo di un'antica loggia (all'angolo con via de' Cimatori) e dei fondachi medievali, cioè le botteghe. Il pian terreno è coperto da un bugnato irregolare, mentre i piani superiori, con file di finestre ad architrave sporgente, sono intonacati. Il palazzo forma un insieme armonioso con gli altri palazzi di questo tratto: palazzo Bombicci, palazzo dei Cavalcanti, Palazzo dell'Arte dei Mercatanti e la Casa della Compagnia di Orsanmichele.
L'arme di famiglia è ormai quasi illeggibile.